# Подих дракона
Подих дракона (англ. Dragon's Breath Hole, нім. Drachenhauchloch, афр. Draakasemgat) — печера у Намібії. У печері розташоване найбільше відоме підземне печерне озеро.
Розташоване неподалік від Грутфонтейну (область Очосондьюпа). Печерне озеро, розташоване на глибині 66 м, було відкрито в 1986 році і досліджено в 1991 р Дослідження вчених показали, що площа озера становить 2,61 га, а глибина — 84 м.
Печера отримала свою назву через те що в певний час з входу у печеру виходить пара, нагадує дихання дракона.
Фауна в озері представлена Clarias cavernicola